# Natuurpark Gorges del Cabriol

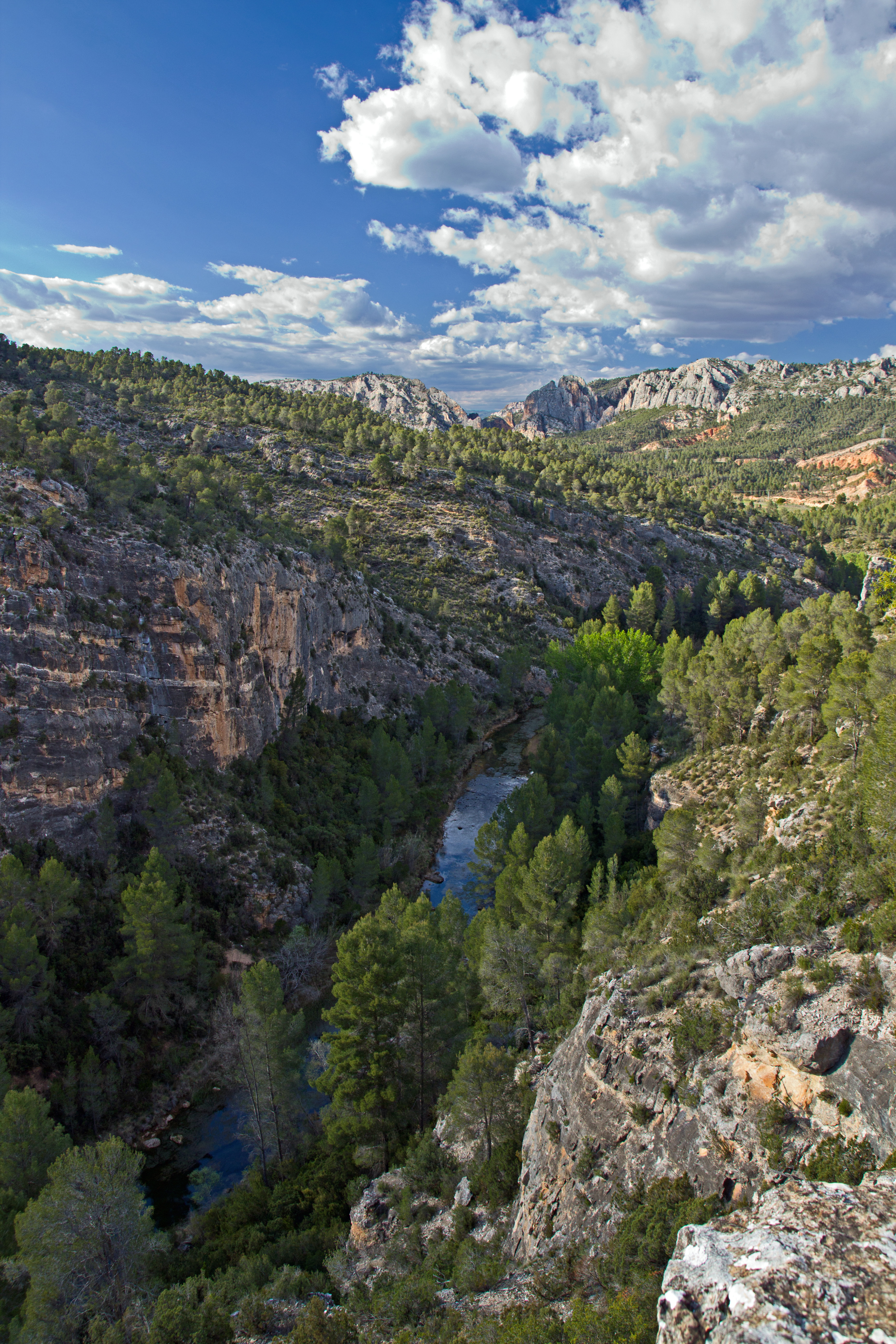

Het Natuurpark Gorges del Cabriol (Valenciaans: Parc natural de les Gorges del Cabriol/Spaans: Parque natural de las Hoces del Cabriel) is een natuurpark in de regio Valencia in Spanje. Het natuurpark werd opgericht in 2005 en is 31446 hectare groot. Het natuurpark omvat het kloofdal van de Cabriol-rivier en is sinds 2019 deel van een Unesco-biosfeerreservaat.